# Brachyplatystoma tigrinum
Brachyplatystoma tigrinum — вид риб з роду Brachyplatystoma родини Пласкоголові соми ряду сомоподібні. Інша назва «сом-лопатоніс».

## Опис
Загальна довжина сягає 60 см. Голова велика, нагадує формою кінську. Ніс сильно видовжено, що нагадує лопать. Очі невеличкі. Рот великий, з товстими губами. Верхня щелепа довша за нижню, тупа. Є 3 пари довгих вусів. Тулуб подовжений, кремезний. Спинний плавець невеликий, з жорстким променем. Грудні плавці невеличкі. Жировий плавець товстий, маленький. Анальний плавець помірної довжини. Хвостовий плавець з широкими лопатями, завершується довгими променями ниткоподібної форми.
Забарвлення сіре або блідо-кремове, спина дещо темніше. Верхня частина голови є темно-сірого кольору. Від спини до черева йдуть вузькі темні вертикальні смуги з нахилом, що іноді перетворюються на окремі плями. Плавці з темними смугами. У молоді малюнок складається з численних плям, які з віком перетворюються на смуги.

## Спосіб життя
Є демерсальною рибою. Воліє до прісної й чистої води. Вдень ховається серед коренів та каміння. Активний вночі. Полює за допомогою вусів, сховавшись серед рослин. Живиться креветками, молюсками, дрібною рибою, хробаками.

## Розповсюдження
Мешкає у верхів'ях річки Амазонка — в межах Колумбії та Бразилії.